# Pasanaku
Pasanaku es un sistema colectivo de ahorro y crédito rotativo que se practica en Bolivia. Su origen se cree que se remonta a las prácticas prehispánicas en Bolivia, y podría estar relacionada con el Ayni, un sistema de cooperación rotativa heredado de las culturas de los Andes. Actualmente es una actividad que se practica en todas las clases sociales y que se ha extendido a la mayoría de las regiones de Bolivia.

## Etimología
La palabra pasanaku parece ser la unión de "pasar" del español y "naku", sufijo quechua que expresa acción.

## Características
Este sistema de ahorro es practicado entre grupos de personas de confianza que buscan ahorrar de manera colectiva. El sistema supone el aporte periódico de cada miembro del grupo y el sorteo de turnos para recibir el monto total del grupo por cada periodo.
La práctica base supone que cada participante recibe el total de la suma aportada en el total del periodo en diferentes etapas del juego.
La práctica se realiza con sumas de diferentes escala, y si bien inicialmente fue un método de ahorro popular con montos pequeños y medianos actualmente se lleva a cabo en todos los estratos sociales y en diferentes ciudades del país. El pasanaku es una práctica que se ha extendido a las clases media y alta de Bolivia, donde se ha vuelto popular ligar la actividad a encuentros sociales.
Existen pequeñas variaciones del sistema que incluyen un aporte extra que se paga a alguna de las personas que se designa como encargada de recibir el monto total.
Esta actividad no tiene documentación legal que la respalde, por lo que se trata de una práctica basada en la confianza que suele estar reservada a grupos familiares, de amigos o compañeros de trabajo, para garantizar el cumplimiento de los pagos de cada participante y la recepción del monto acumulado a cada quien en cada turno asignado.
En la actualidad se ha relacionado la práctica con eventos sociales y reuniones de esparcimiento que complementan la actividad, manteniendo la cohesión de los participantes.

## Prácticas similares en el mundo
Otras prácticas de ahorro rotativo comunitario similares se desarrollan en diferentes partes del mundo con sus respectivas denominaciones y particularidades: 
Cundinas o tandas en México,  susu/Osusu  en  el oeste de África y el Caribe,  hui  en Asia , juntas  en Perú, cuchubales  en El Salvador y  Guatemala, pollas  en Chile, pandeiros  en Brasil, paluwagan en Filipinas y  Stokvel o quiniela en Sudáfrica.